# Gloydius brevicaudus
Gloydius brevicaudus je druh jedovatého hada z čeledi zmijovití (Viperidae) a rodu ploskolebec (Gloydius). Je endemitem v Číně (Mandžusku) a na Korejském poloostrově.

## Popis
Dospělí jedinci jsou poměrně tlustí, mají širokou hlavu a krátký ocas, podle kterého dostal druh specifické jméno (brevicaudus znamená latinsky „krátký ocas“). Samci dosahují velikosti 71 centimetru, přičemž ocas zabírá 12–15 % celkové délky hada. Samice jsou až 69 centimetru dlouhé s ocasem zabírajícím 11–13 % celkové velikosti.
Had má šedé nebo světlé hnědé zbarvení se střídavými skvrnami. Špička ocasu je žlutá.
Ploskolebec loví menší živočichy a spoléhá při tom zároveň na svůj zrak a tepločivné jamky.

## Poddruhy
- poddruh Gloydius brevicaudus brevicaudus (Stejneger, 1907)
- poddruh Gloydius brevicaudus siniticus (Gloyd, 1977)[3]